# Historische Klimatologie
Die Historische Klimatologie befasst sich mit der Rekonstruktion von Witterung und Klima und ihrer Wirkung auf historische Gesellschaften unter Einschluss einer kulturell geprägten Wissenschafts- und Wahrnehmungsgeschichte. Dies geschieht im weiter gefassten Kontext der Umweltgeschichte.
Lange Zeit war die Historische Klimatologie am Rande der Sozialgeschichte und Mentalitätsgeschichte angesiedelt und unterlag dem Vorwurf des Klimadeterminismus. Seit der Debatte um die globale Erwärmung findet sie ein steigendendes wissenschaftliches und öffentliches Interesse. Seit den 1990er Jahren werden Witterungsverläufe, Klimaparameter, Großwetterlagen und Naturkatastrophen für die Zeit vor der Errichtung staatlicher Messnetze rekonstruiert. Die Historische Klimatologie fußt auf Datenerhebungen aus zwei verschiedenen Arten von Klimaarchiven, den „Archiven der Natur“ und den „Archiven der Gesellschaft“. Zu den ersteren gehören Baumringe, Eisbohrkernen, Pollen sowie Sedimenten aus Mooren und Seen, die Zeitreihen liefern, zu den letzteren zählen Angaben aus Chroniken und Wettertagebüchern, wobei serielle Quellen, wie etwa Aufzeichnungen über den jährlichen Beginn der Weinlese, wesentlich sind.

## Geschichte
Die Variabilität des Klimas wurde ab dem späten 18. Jahrhundert vermutet und durch Autoren wie Louis Agassiz (1807–1873) popularisiert. So konnte man die Spuren der Eiszeiten erklären und langfristige Klimaveränderungen aufzeigen. Vom frühen 19. Jahrhundert an wurden vorwiegend Mittelwerte von instrumentellen Messungen untersucht, wobei sich das Verständnis von Klima als durchschnittlichem Wetter herausbildete. Eduard Brückner untersuchte Ende des 19. Jahrhunderts den Zusammenhang von Klimaschwankungen und Getreidepreisen.

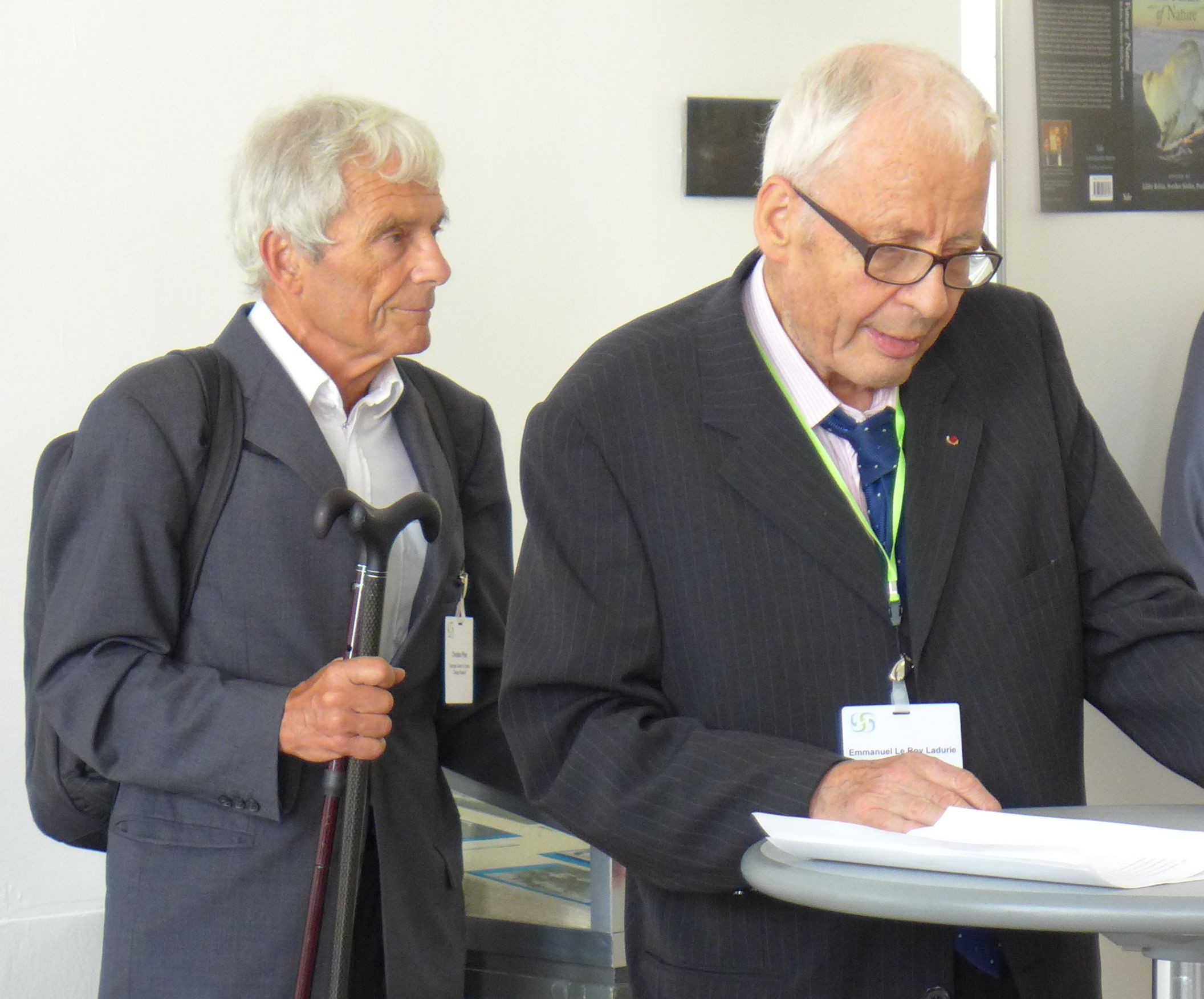
Christian Pfister und Emmanuel Le Roy Ladurie (von links) an der Konferenz der European Society for Environmental History 2013

Kurzfristige Klimaänderungen in historischer Zeit wurden durch die bahnbrechenden Arbeiten von Hubert Lamb (1913–1997), Emmanuel Le Roy Ladurie (1929–2023) und Christian Pfister (* 1944) deutlich sichtbar, die als Begründer der modernen historischen Klimatologie in Europa gelten. Auch in anderen Teilen der Welt, etwa in China, entwickelte sich Forschung zu den Fragen der historischen Klimatologie. Die in den 1960er Jahren einsetzende Forschung in Europa befasste sich zunächst mit der Rekonstruktion von Mittelwerten der Temperatur und des Niederschlags. Vor allem für den nordatlantischen Raum wurden Klimaschwankungen ausgemacht, die in einer einflussreichen Periodisierung als römisches Klimaoptimum oder Mittelalterliche Warmzeit bekannt wurden. Die Konferenz Climate in History in Norwich 1979 gilt als ein Meilenstein der Klimageschichtsforschung.
Den Begriff Kleine Eiszeit führte François E. Matthes 1939 in die wissenschaftliche Literatur ein. Er bezeichnet eine Periode mit etwas tieferen Temperaturen, die in Mitteleuropa zwischen 1340 und 1900 dauerte. Für diese lassen sich im gesamten Holozän globale Gletschervorstöße nachweisen. In den Alpen verschwanden Dörfer, der Weinbau verschwand aus Pommern, Ostpreußen, Schottland oder Norwegen, die Olivenbäume in der Toskana erfroren. Mit der einsetzenden Industrialisierung auf der Basis von Kohle stiegen die Treibhausgaskonzentrationen und die globalen Temperaturen vom ausgehenden 19. Jahrhundert allmählich an, wesentlich schneller dann im Zeitalter des billigen Öls von den späten 1950er Jahren an (siehe auch 1950er-Syndrom). Der Nobelpreisträger für Chemie Paul J. Crutzen schlug im Jahr 2000 vor, die geologische Epoche des Holozäns mit dem Beginn der Industrialisierung enden zu lassen und ab diesem Zeitpunkt von einem „Anthropozän“ zu sprechen.
Für die Zeit ab etwa 1500 lassen sich die räumlichen Verläufe einzelner Großwetterlagen nachzeichnen. Subsistenzkrisen oder Epidemien konnten in einigen Fällen mit besonders kalten Perioden in Verbindung gebracht werden. Anhand von Abrechnungen von grundherrlichem Besitz ließ sich so etwa der Einfluss des Klimas im Zusammenhang mit der Großen Europäischen Hungersnot von 1314–1317 aufzeigen.
Seit den 1990er Jahren hat sich der Fokus der Historischen Klimatologie auf Naturkatastrophen (also Extreme) erweitert. Lange Zeit als kurzfristige Ereignisse von schnell vergessener Wirkung vernachlässigt, zeigten Forschungen, dass gesellschaftliche Faktoren in großem Maße die Wahrnehmung, die Verarbeitung und den Verlauf von solchen Ereignissen prägen. Anthony Oliver-Smiths Untersuchung von 1999 über das katastrophale Erdbeben vom 31. Mai 1970 in Peru, das über 70.000 Menschen zu Tode brachte, behauptete, das Kolonialsystem habe Strukturen geschaffen, die die Gesellschaft viel anfälliger (bzw. schlechter in der Lage sich zu helfen) gegenüber einer solchen Katastrophe machten. Weitere Studien zeigten, dass die Reaktionen der Gesellschaften auf Naturkatastrophen auch kulturell und historisch gedeutet werden können (nicht nur naturwissenschaftlich). Besonders die städtische Fragilität gegenüber Extremereignissen trat dabei hervor. Auch sind die gesellschaftlichen Gruppen in unterschiedlichem Ausmaß von Erdbeben betroffen: vermögende Gruppen können sich oftmals stabilere Bauwerke leisten und wohnen an sichereren Stellen. Städte wurden immer wieder von Erdbeben, Überschwemmungen, Stürmen und Feuern zeitweise paralysiert oder im Extremfall völlig zerstört. Der Zusammenhang zwischen Stadtgeschichte bzw. Katastrophenresilienz – etwa der Entwicklung von Feuerschutz oder Erdbebensicherheit, von leicht wiederherstellbaren Strukturen – und Naturgefahr ist in Einzelstudien untersucht worden; eine Gesamtschau gibt es (Stand 200x) noch nicht.

## Methoden

Bei der Angabe von Heiligentagen ist auf den verwendeten Kalender zu achten, wie die Reproduktion des abgebildeten Almanachs zeigt (Almanach für das Jahr 1600, Hans Jakob vom Staal, Kalendernotizen zur Witterung im Januar 1600).

Einen gut verständlichen Überblick über das gesamte Methodenspektrum liefert das 2018 erschienene «Palgrave Handbook of Climate History» (Kapitel  1 bis 11). Angaben in historischen Dokumenten dürfen nicht ohne Prüfung für bare Münze genommen werden. Am glaubwürdigsten sind Berichte von Zeitgenossen, die kurz nach dem Ereignis aufgezeichnet wurden und datierte Dokumente von Institutionen. Fehleranfällig sind Abschriften von Quellen  Mitteleuropa ist so reich an schriftlichen Zeugnissen, dass für die Frühe Neuzeit ab etwa 1500 in ausreichender Dichte und Qualität für nahezu jeden Monat ein differenziertes Bild der thermischen und hygrischen Bedingungen erstellt werden kann. Dies gestattet die Zuordnung der Quellenaussagen zu sieben Indizes (Intensitätsklassen), von -3 für 'extrem kalt' bis +3 für 'extrem heiß'. Dieser siebenstufige so genannte Pfister Index  ist heute am weitesten verbreitet. Er bezieht sich auf Abweichungen von einer Referenzperiode im 20. Jahrhundert, die deklariert werden muss. Die Interpretation beruht auf der Verbindung von narrativen Daten und Proxydaten, die sich in ihrer Aussage ergänzen. Die deskriptiven Daten beschreiben den Witterungsverlauf und seine gesellschaftlichen Rückwirkungen, aber die damit verbundenen Umschreibungen der Temperatur- und Niederschlagsverhältnisse sind subjektiv geprägt. Die Proxydaten ermöglichen eine Schätzung der Temperatur- und Niederschlagsverhältnisse, erlauben aber keine Rückschlüsse auf den Witterungsverlauf und seine gesellschaftlichen Rückwirkungen. Außerdem sind sie potenziell fehleranfällig, wie das Beispiel des Sommers 1540 zeigt. Sofern keine einschlägigen Proxydaten vorhanden sind, werden narrative Daten, ungeachtet des Wortlauts der Formulierung, den Indexklassen 1 «warm», oder -1 «kalt» zugeordnet. Für den Zeitraum von 1000 bis 1500 hat der deutsche Geograf Rüdiger Glaser 2009 eine monatliche Auflösung mit drei (-1 0 1) Intensitätsklassen zusammengestellt. Liegen sowohl narrative wie Proxy Daten vor, kann eine Verbindung von der statistischen Anomalie zum menschlichen Erleben durch die Pfister Indizes +2, +3 und -2, -3 hergestellt werden. sofern die beiden Datentypen meteorologisch kohärent sind. Auf dieser Basis sind für Deutschland, die Schweiz und die Tschechischen Länder zwischen 1500 und 1759 monatliche, saisonale und jährliche Temperaturen geschätzt worden. Anhand von Messungen ist die Reihe bis 2007 fortgesetzt worden. Christian Pfister und Heinz Wanner haben die vor 1200 stark lückenhaften saisonalen Temperaturindizes von 1000 bis 1999 sowie die jährlichen Indizes (ab 1440) in einem digitalen Appendix publiziert.

## Erinnerung an Naturkatastrophen
Die Erinnerung an Naturkatastrophen zeigt sich vielfach in Opfergedenktafeln, in Hochwassermarken, in Publikationen zu bestimmten Jahrestagen eines Ereignisses oder in sozialen Praktiken. In Japan kommen zum Beispiel seit dem Kanto-Erdbeben vom 1. September 1923 jedes Jahr Millionen Menschen zusammen. Eine Mediengesellschaft geht anders mit Katastrophen um; sie sind auch Objekt der Berichterstattung und wirtschaftlichen Handelns: Über das Erdbeben in San Francisco 1906 wurden mehrere Hundert Bücher publiziert sowie Fotografien und dergleichen verkauft.